# Уве Бенґтсон
Уве Бенґтсон (швед. Ove Bengtson; нар. 5 квітня 1945) — колишній шведський тенісист.
Найвищу одиночну позицію світового рейтингу — 43 місце досяг 22 листопада 1976 року.
Здобув 1 одиночний та 5 парних титулів.
Найвищим досягненням на турнірах Великого шолома було 3 коло в одиночному, парному та змішаному парному розрядах.

## Фінали за кар'єру

### Одиночний розряд: 1 (1 перемога)
| Результат | В-П | Дата | Турнір           | Покриття | Суперник   | Рахунок  |
| --------- | --- | ---- | ---------------- | -------- | ---------- | -------- |
| Перемога  | 1–0 | 1969 | Бекенгем, Англія | Трава    | Том Гормен | 6–4, 7–5 |

### Парний розряд (5–4)
| Результат | W/L | Дата | Турнір                 | Покриття   | Партнер       | Суперники                          | Рахунок                 |
| --------- | --- | ---- | ---------------------- | ---------- | ------------- | ---------------------------------- | ----------------------- |
| Поразка   | 0–1 | 1969 | Лондон/Queen's, Англія | Трава      | Томас Кош     | Овен Девідсон Денніс Ролстрон      | 6–8, 3–6                |
| Поразка   | 0–2 | 1972 | Олбані, США            | Килим      | Б'єрн Борг    | Боб Г'юїтт Фрю Макміллан           | 2–6, 6–2, 2–6           |
| Перемога  | 1–2 | 1973 | St. Louis WCT, США     | Килим      | Джим Макманус | Террі Еддісон Колін Діблі          | 6–2, 7–5                |
| Перемога  | 2–2 | 1973 | Істборн UK             | Трава      | Jim McManus   | Мануель Орантес Йон Ціріак         | 6–4, 4–6, 7–5           |
| Поразка   | 2–3 | 1973 | Сан-Франциско, США     | Килим      | Джим Макманус | Рой Емерсон Стен Сміт              | 2–6, 1–6                |
| Перемога  | 3–3 | 1974 | Bologna WCT, Італія    | Килим      | Б'єрн Борг    | Артур Еш Роско Теннер              | 6–4, 5–7, 4–6, 7–6, 6–2 |
| Перемога  | 4–3 | 1974 | Лондон, Англія         | Тверде (i) | Бйорн Борг    | Марк Феррелл Джон Ллойд            | 7–6, 6–3                |
| Поразка   | 4–4 | 1974 | Swedish Open, Швеція   | Ґрунт      | Бйорн Борг    | Паоло Бертолуччі Адріано Панатта   | 6–3, 2–6, 4–6           |
| Перемога  | 5–4 | 1975 | Swedish Open, Швеція   | Ґрунт      | Бйорн Борг    | Хуан Хісберт стар. Мануель Орантес | 7–6, 7–5                |